# Lonchocarpus negrensis
Lonchocarpus negrensis är en ärtväxtart som beskrevs av George Bentham. Lonchocarpus negrensis ingår i släktet Lonchocarpus och familjen ärtväxter. Inga underarter finns listade i Catalogue of Life.